# Keith Hart (showworstelaar)
Keith William Hart (Calgary, 21 augustus 1952) is een Canadees voormalig brandweerman en professioneel worstelaar.
Hart is de derde zoon van Stu Hart en is lid van de legendarische Hart-worstelfamilie.
Als onderdeel van de vete tussen Bret Hart en Jerry Lawler, verscheen Bret samen met zijn broers, Keith, Bruce en Owen op Survivor Series 1993 om te worstelen tegen Shawn Michaels en zijn drie gemaskerde ridders. Hoewel Owen geëlimineerd werd en Keith zich blesseerde aan de schouder, konden de gebroeders Hart toch winnen.

## In het worstelen
- Finishers
  - Figure four leglock

- Signature moves
  - Diving crossbody

- Manager
  - Stu Hart

- Worstelaars getraind door Keith
  - Justin Credible
  - Johnny Devine
  - Chris Jericho
  - Brian Pillman
  - Lance Storm

## Prestaties
- Can Am Wrestling Federation
  - CAWF Tag Team Championship (1 keer: met Vinnie Fever)

- Polynesian Pacific Wrestling
  - PPW Tag Team Championship (1 keer: met Bruce Hart)

- Stampede Wrestling
  - NWA International Tag Team Championship (Calgary version) (7 keer: met Leo Burke (2x), Bret Hart (4x) en Hubert Gallant (1x))
  - Stampede British Commonwealth Mid-Heavyweight Championship (1 keer)
  - Stampede International Tag Team Championship (1 keer: met Chris Benoit)
  - Stampede World Mid-Heavyweight Championship (1 keer)
  - Stampede Wrestling Hall of Fame